# Systropha planidens
Systropha planidens är en biart som beskrevs av Giraud 1861. Systropha planidens ingår i släktet Systropha, och familjen vägbin.

## Utseende
Ett medelstort bi med svart grundfärg. Honan har en glest behårad mellankropp och bakkropp med gråbrun päls som är kort upptill och tjockare på sidorna. Hanens päls är tjockare på mellankroppen, men med mycket gles behåring på bakkroppen. Hanen har dessutom koniska, trekantiga antennspetsar, medan honans är mera rundade, klubbformade. Kroppslängden varierar från 10 till 11 mm.

## Ekologi
Arten förekommer i habitat som fält och vingårdar med tillgång på vindeväxter; i Mellaneuropa besöker den framför allt åkervinda. Flygperioden varar från juni till augusti.

### Fortplantning
Honan gräver larvbon i glesbevuxna sluttningar och stigar, ofta i kolonier, både med honor av samma art och från den nära släktingen Systropha curvicornis.

## Utbredning
Systropha planidens finns i Syd- och Centraleuropa söderut till Grekland och i sydöst till södra Ural. Förekomster finns även i södra Västasien. Arten är inte vanlig; i Tyskland är den rödlistad som starkt hotad ("EN").

## Underarter
Arten delas in i följande underarter:
- S. p. planidens
- S. p. grandimargo – förekommer främst i Spanien, södra Frankrike och södra Tyskland[7].